# 垣田直樹
垣田 直樹（かきた なおき）は、日本の経済学者、富山大学経済学部教授。

## 略歴
広島県出身。1985年長崎県立国際経済大学（現長崎県立大学）経済学部卒業。1987年 神戸商科大学（現兵庫県立大学）大学院経済学研究科（経済学専攻）修了。同大学院博士後期課程単位修得退学。1999年より富山大学経済学部に着任後、講師、助教授を経て現在教授として在籍。

## 所属学会
- 国際経済学会
- 日本経済学会

## 論文
- 『Transboudary Pollution and Trade Policy』2009年
- 『Waste Management Technology Transfer and an Incentive to Free-Ride』2010年
- 『The Effect on Welfare of an FTA with a Change of Cost for Customs Procedures』2011年
- 『Optimal Pigouvian Intervention in Waste Management with Urban Unemployment』2012年
- 『不完全競争貿易モデルを用いた国際環境技術移転の厚生分析』2013年